# Turi Attila

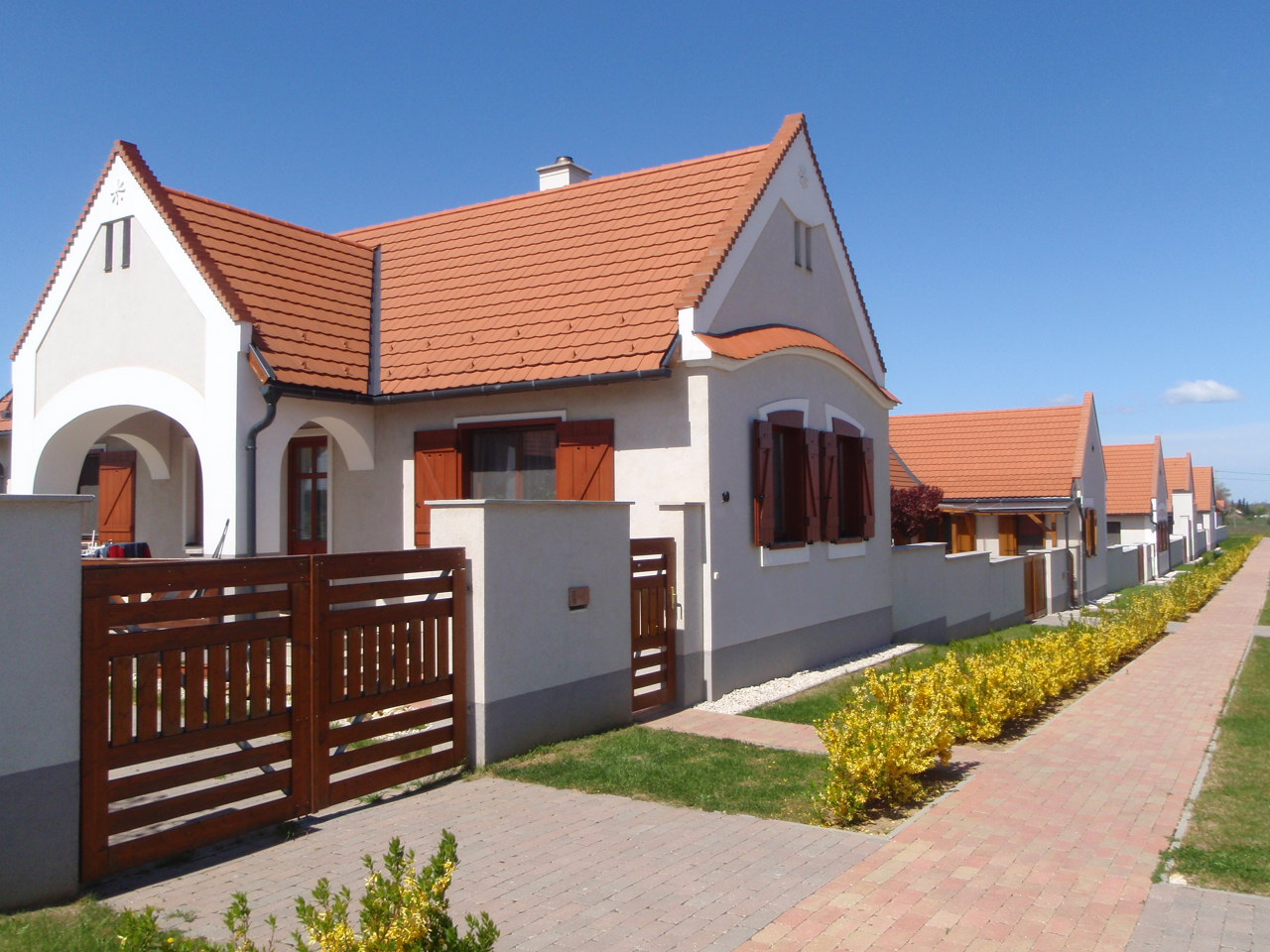
Magyar lakótelep Devecser

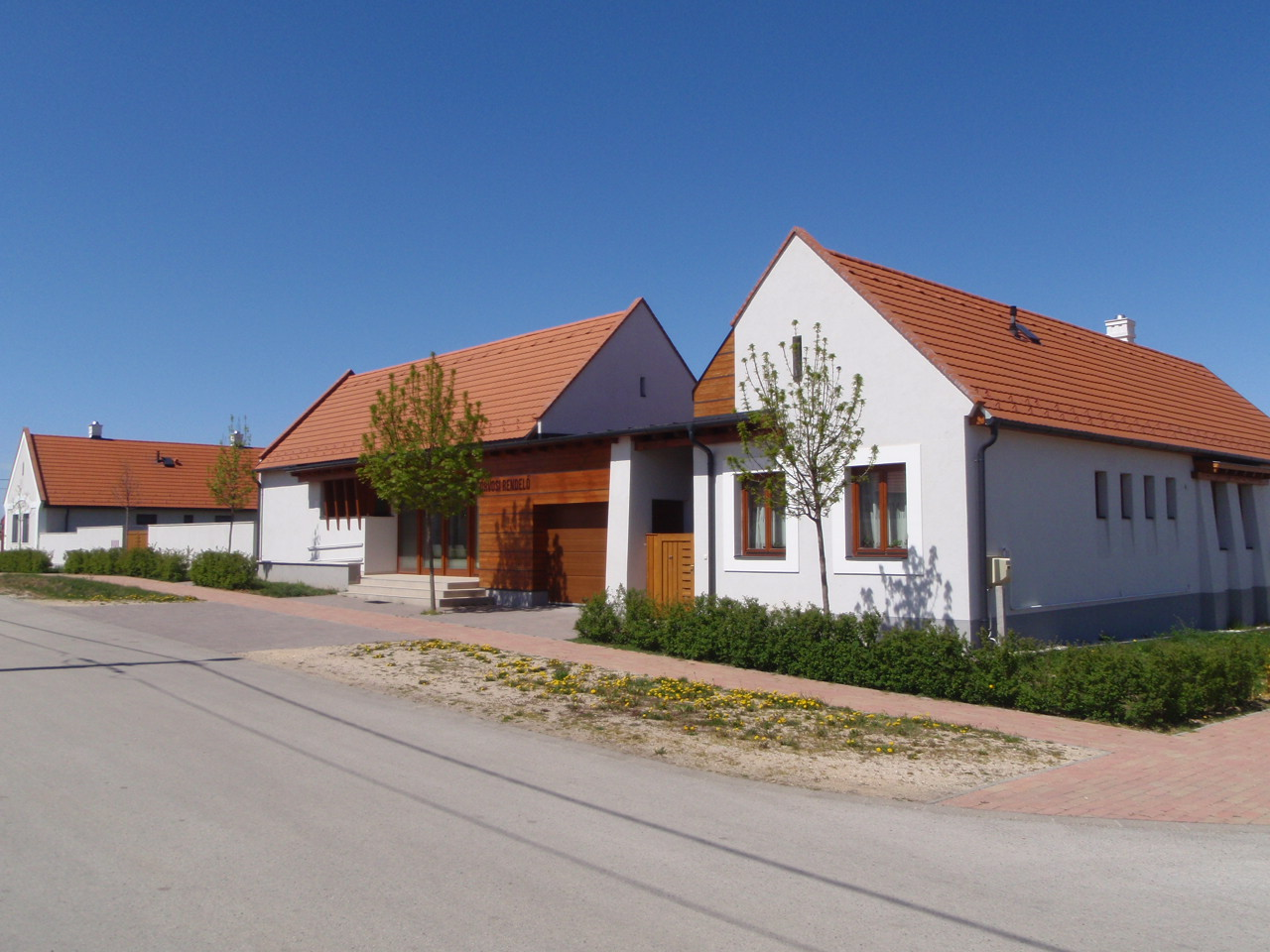
Orvosi rendelő Magyar lakótelepen (Devecser)

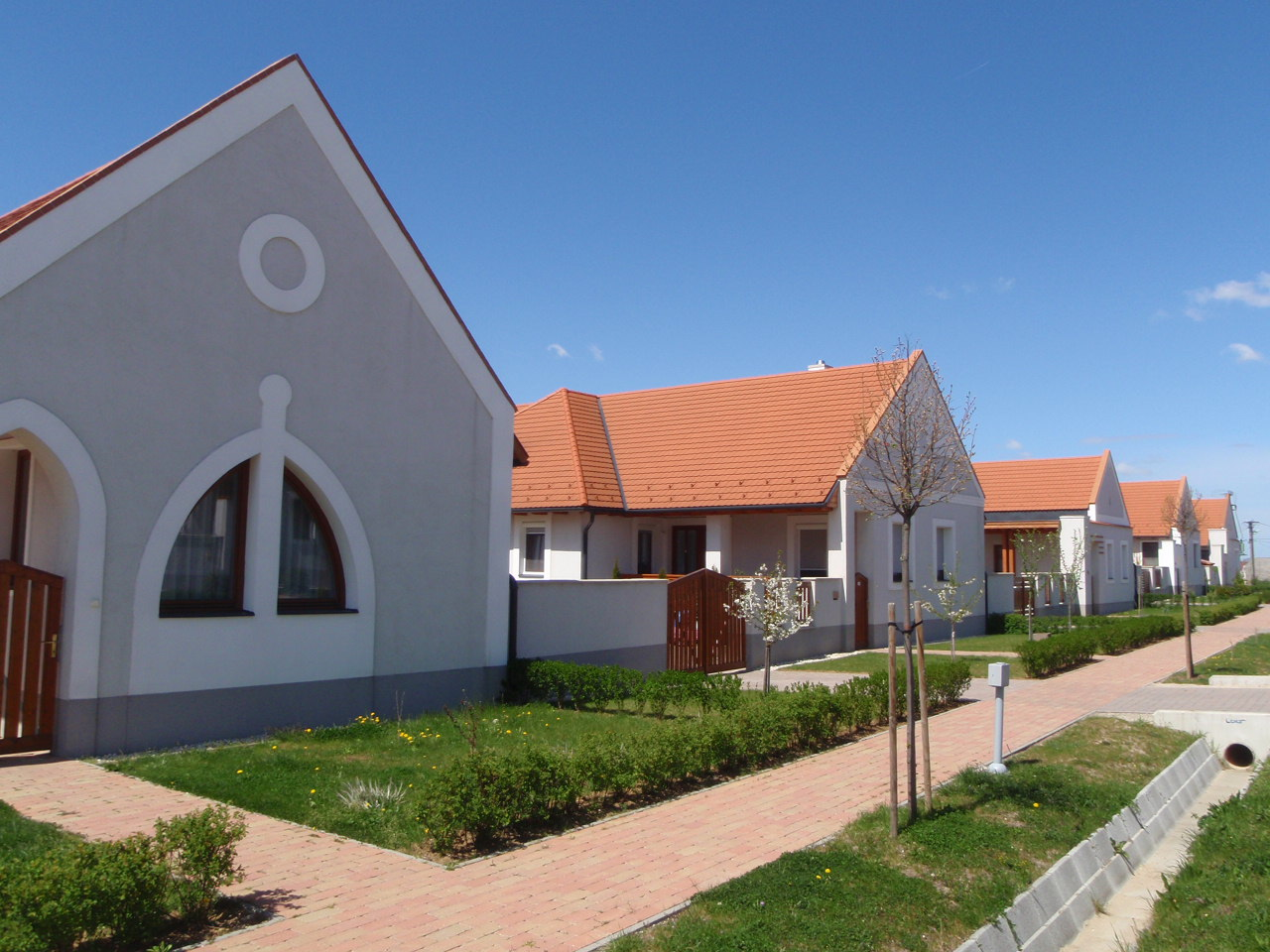
Kolontár Bezerédi utca

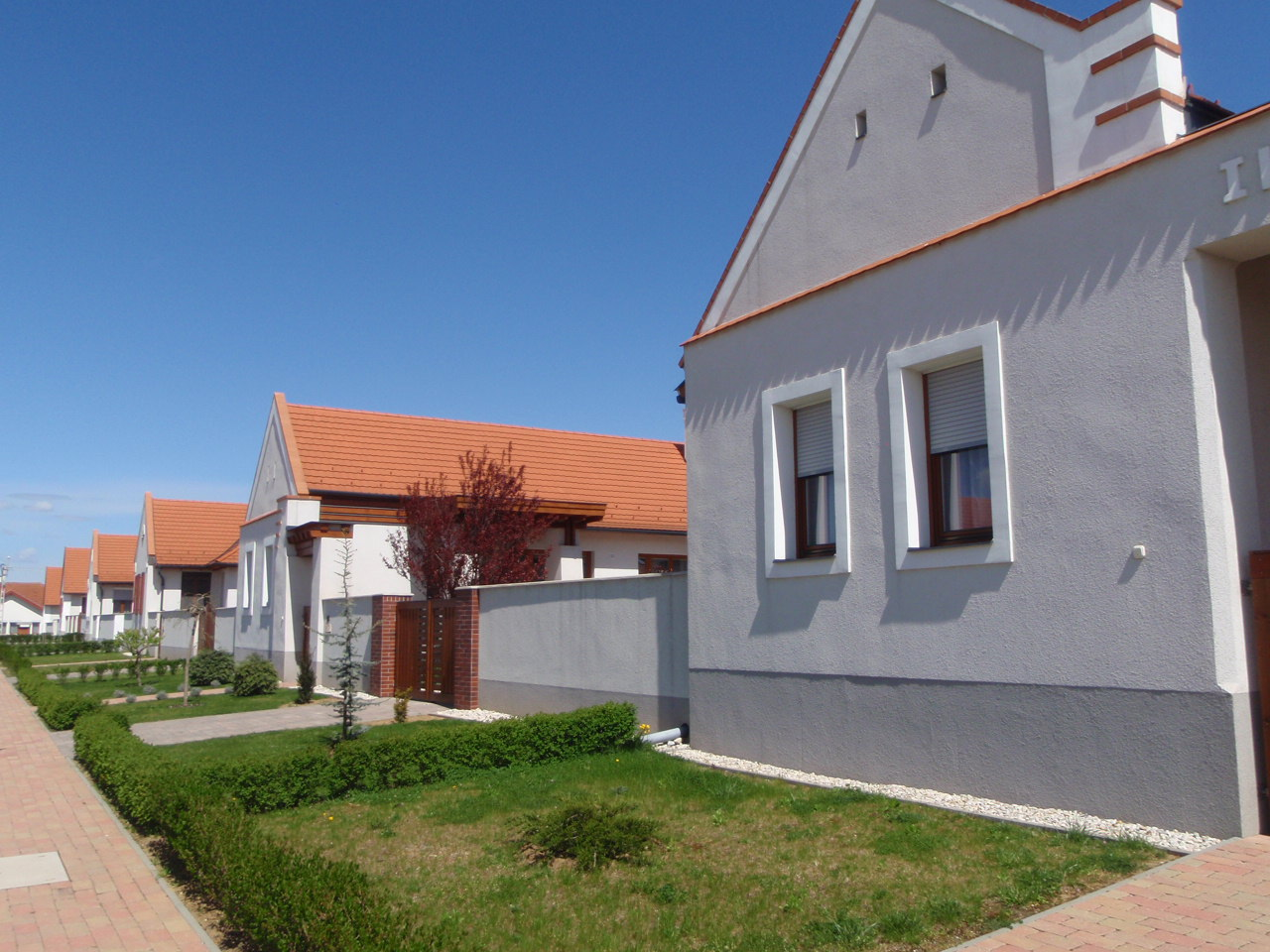
Kolontár Bezerédi utca

Turi Attila (Budapest, 1959. december 13. –) Kossuth- és Ybl-díjas magyar építész, kezdetben Budakalász, jelenleg Pilisszentlászló főépítésze, a Pest Megyei Építész Kamara alelnöke, a Magyar Művészeti Akadémia elnöke. A magyar organikus építészet meghatározó alakja, Makovecz Imre tanítványa és hajdani munkatársa. Vezető szerepet vállalt a 2001-es tiszai árvíz és a 2010-es ajkai vörösiszap-katasztrófa utáni újjáépítésben, a Kós Károly Egyesülés építészeivel együttműködve. Középületek mellett nagyszámú lakóépületet is tervezett. 2023-tól a Magyar Művészeti Akadémia elnöke.

## Életpályája
|  | „Én nem programalkotó építész vagyok, aminek ma Magyarországon mindenki gondolja magát. Makovecz munkásságából kivettem azt, amit én megértettem és mélyíteni tudtam. Így helyezem el magam, és nem az a kérdés hogy meghaladom-e a mesteremet, hanem hogy betöltöm-e a helyet, ami nekem ki lett szabva, mind az építészetben, mind a társadalomban. ” |
|  | – Turi Attila |

1978-ban a budapesti Berzsenyi Dániel Gimnáziumban érettségizett, diplomáját a Budapesti Műszaki Egyetem Építészmérnöki Karán szerezte meg 1985-ben. 1985-87 között az Idol Gmk, 1987-1990 a Makona Kisszövetkezet, 1990-től a Triskell Kft. alapító munkatársa. A gimnáziumban, 1974-től négy évig az UTE vízitelepén versenyszerűen sportolt, Fábián László edző irányításával.
Mesterének Makovecz Imrét tekinti, az 1981-es visegrádi építésztábortól egészen 2011-ig, és bizonyos értelemben ezt követően is.1986-tól 25 éven keresztül tartott munkakapcsolatuk. A magyar organikus építészet vezető alakjai közül Kálmán István is fontos hatást gyakorolt rá, az antropozófia szemléletmódjának átadásával.
Meghatározó munkatársai közé sorolja Csernyus Lőrinc Ybl-díjas építészt, Horváth Zoltán Ybl- és Pro Architectura-díjas építészt, Zsigmond László Ybl-díjas építészt, valamint Jánosi János Ybl- és Pro Architectura-díjas építészt.
1989 óta a Kós Károly Egyesülés, 1990 óta a Magyar Építész Kamara, 2011 óta a Magyar Építőművészek Szövetségének tagja.
1993-1995 között Őrbottyán, 1996-2009 között, majd 2011-2019 között ismét Budakalász főépítészeként dolgozott. 2016 óta Pilisszentlászló főépítésze. 2012 óta a Pest Megyei Építész Kamara elnökségi tagja. 2011-ben Az Év Főépítésze díjat kapott.
2004-2006 között az Ybl Miklós Építőipari Főiskola korrektoraként dolgozott. 2004-2016 között a Budapesti Műszaki és Gazdaságtudományi Egyetem Építész Karán, a Lakóépület Tervezési Tanszéken volt korrektor, emellett előadásokat tartott a szerves építészet témájában az Építész Karon.
A Magyar Művészeti Akadémiának 2012-től rendes tagja, 2022-től alelnöke, 2023-tól elnöke. Itt 2016-2022 között az Építőművészeti Tagozat vezetője. 

## Díjak, elismerések
- 1996: Sárospatak emlékérme
- 1997: Pro Ecclesia Hungarie emlékérem (a Magyar Katolikus Püspöki Kar elismerése)
- 1997: Pest Megyei Nívódíj (a budakalászi faluházért)
- 1999: Pest Megyei Nívódíj (az ürömi iskoláért)
- 2000: Az Év háza díj (a szentendrei Som utcai lakótelepért)
- 2002: Pest Megye Építészeti Nívódíj (az ócsai iskoláért)
- 2003: Ybl Miklós-díj
- 2003: Pest Megyei Nívódíj (a tápiószelei iskoláért)
- 2006: Pest Megyei Nívódíj (a budakalászi Takarékszövetkezet épületéért)
- 2009: Pest Megyei Nívódíj (a zsámbéki óvodáért)
- 2011: Az Év Főépítésze (az Országos Főépítész Kollégium elismerése)
- 2011: Gulács emlékérme
- 2011: Makó emlékérme
- 2019: Építőipari Nívódíj
- 2019: Főépítészi életműdíj
- 2019: Budakalász díszpolgára
- 2020: Pest Megyéért emlékérem
- 2021:  Kossuth-díj[4]
- 2022:  BIG SEE Award (a budakeszii általános iskoláért)

## Fontosabb munkái
- 1986. Beépítési terv, Szigetvár (Salamin Ferenccel, Vincze Lászlóval, Tamás Gáborral)
- 1987. 120 férőhelyes óvoda, Nagykálló
- 1987. Beépítési terv, Paks
- 1988. Árpád Vezér Gimnázium, Sárospatak (segédtervező, tervezői művezetés; Makovecz Imrével)
- 1988. Szolgáltató ház, Csenger
- 1989. Művelődési Ház, Csenger (Csernyus Lőrinccel)
- 1990. A Köztemető fogadóépülete, Kazincbarcika (Csernyus Lőrinccel)
- 1991. A világkiállítás magyar pavilonja, Sevilla ( tervezői művezetés, beruházás szervezés)
- 1992. 24 tantermes Iskolafalu, Tápiószele (terv)
- 1993. A Duna-part beépítési terve, Vác (Ekler Dezsővel és Csernyus Lőrinccel)
- 1993. Kukucska ház, Telki, Akácos utca
- 1994. Művelődési ház, Felsőörs (terv)
- 1994. Ikerház, Pesthidegkút, Határ u.
- 1995. Waldorf-iskola, Solymár (terv)
- 1995. Gyógyszertár és üzletház, Inárcs
- 1995. Faluház, Budakalász
- 1995. Egyetemi klub, Piliscsaba
- 1995. Gergely-ház, Budapest, II. Kokárda u.
- 1995. Hannover, Expo 2000 ötletpályázat (Makovecz Imrével és Siklósi Józseffel)
- 1996. Püspökkari székház átalakítása és rekonstrukciója, Budapest, Városligeti fasor
- 1996. Üzletház, Lajosmizse
- 1996. Antal-ház, Budakalász, Gerinc u.
- 1996. Faluház, Tápiószele
- 1997. A Porcelánmúzeum bővítése, Herend
- 1997. Irodaház, Herend
- 1997. Városi kulturális központ, Lajosmizse
- 1997. Milián-ház, Budapest, XII. Szanatórium u.
- 1998. Általános iskola, Üröm ( Csernyus Lőrinccel)
- 1998. Üzletház, Dunaszerdahely
- 1998. Demeter Haus, Hannover, Németország (Makovecz Imrével és Siklósi Józseffel – terv)
- 1998. Majer-ház, Üröm, Asztalos u.
- 1998. Molnár-ház, Szentendre, Som u.
- 1998. Horváth-ház, Törökbálint, Csiri u.
- 1999. Polgármesteri hivatal átalakítás és bővítés, Budakalász
- 1999. Uszoda és rehabilitációs központ, Budakalász (terv)
- 1999. Szepesvári-ház, Budaörs, Őszirózsa u.
- 1999. Csizmazia-ház, Budakalász, Márton Á. u.
- 1999. Láng-ház, Budakalász, Zöldfa u.
- 2000. Nyersgyártó csarnok, Herend (Siklósi Józseffel)
- 2000. Általános iskola „A” épület, Ócsa (Horváth Zoltánnal és Siklósi Józseffel)
- 2000. Általános iskola II. ütem,  Tápiószele
- 2000. Lyocsa-ház, Budakalász, Holló u.
- 2000. Nyaralóépület, Pilisszentlászló, Vadrózsa u.
- 2001. Tópart lakóház csoport 51 lakásos „A” épület, Budakalász
- 2001. Gulács, árvízi újjáépítés lakóépületek tervezési koordinálása (A Kós Károly Egyesülés Vándoriskolájával)
- 2001. Both-ház, Pilisvörösvár, Fecske u.
- 2002. Városháza, Lajosmizse, Városház tér
- 2002. Termálhotel, Konferencia központ, Abádszalók (terv)
- 2003. Zubonyai-ház, Solymár
- 2003. GYNKI gyógyszerüzem, Budakalász
- 2004. Krepárt-ház, Budakalász, Gerinc u.
- 2004. Vargyas-ház, Tinye, Királyvölgy
- 2004. Takarékszövetkezet, Budakalász, Petőfi tér
- 2004. OOSZI homlokzat átalakítás, Budapest, VII.
- 2004. Kiss-ház, Budapest, III. Nyár u.
- 2004. Turul tér, Budapest, XII. (Szobor: Szmrecsányi Boldizsár)
- 2004. DVD üzem, Törökbálint
- 2005. Művelődési központ, Hajdúsámson (a pályázaton II. díjjal elismert terv)
- 2005. Fokt-ház, Piliscsaba, Árpád u.,
- 2006. Péterfay-ház, Budapest. XII. Arató u.
- 2006. Dara-ház, Budapest, XII. Moha u.
- 2006. 47 lakás, 11 üzlet, Szentendre, Barackvirág u. (terv)
- 2006. Iskolabővítés és tornaterem, Tokod
- 2007. Iosephinum, Uszoda Piliscsaba (terv)
- 2007. Művelődési központ, Abony (terv)
- 2007. Demeter-ház, Budakalász, Szent László u.
- 2007. Családi ház, Magyarpolány (terv)
- 2008. Óvoda, Zsámbék
- 2008. 64 lakásos társasház, Szekszárd (terv)
- 2008. Béla király tér, Szekszárd (Makovecz Imrével)
- 2008. Orvosi rendelő, Polgár
- 2009. Temetőbejárat, Budakeszi (terv)
- 2009. Makó, Élményfürdő (Hagymatikum - Makovecz Imre társtervezőjeként, Csernyus Lőrinccel)
- 2009. Nyaraló, Nemesbük
- 2009. Háromlakásos társasház, Budapest, XII. Kútvölgyi út (terv)
- 2010. Felföldi-Gebauer ház, Budakalász
- 2010. Szabó-ház, Törökbálint
- 2010. Baptista központ pályázat, Szentendre (terv)
- 2011. A vörösiszap-katasztrófa utáni újjáépítés, Kolontár, Devecser (A Kós Károly Egyesülés építészeivel és Vándoriskolával)
- 2011. BASF-raktárépület, Solymár
- 2012. Bölcsőde, Budakalász
- 2012. Elekes-ház, Budapest
- 2012. Zelenák-ház, Budapest
- 2012. A Iosephinum Intézményterület fejlesztési terve, Piliscsaba
- 2012. Turulszobor talapzata, Komárom (szobor: Szmrecsányi Boldizsár)
- 2013. Patak-híd, Budakalász
- 2013. Kórház bejárati csarnok, Hévíz (Fülöp Tiborral)
- 2014. Marsall-ház, Budapest XVI.
- 2015. Kálvária beépítési terv, Budakalász
- 2015. Kurucz-ház, Budakalász-Prekobdo (Turi Gergővel)
- 2015. Waldorf tornaterem, Solymár
- 2016. 16 tantermes általános iskola, Budakeszi (Turi Gergővel)
- 2016. 16 tantermes általános iskola, Budakalász-Patakpart (Horváth Zoltánnal)
- 2016. 6 foglalkoztatós bölcsőde, Jászberény (Borbás Péterrel)
- 2017. Avicenna Kutatóintézet, Piliscsaba (Makovecz Imre vázlatai alapján)
- 2017. Szabó-ház, Budapest III.
- 2017. Általános iskola és tornaterem, Erk
- 2018. 16 tantermes általános iskola, Szigetszentmiklós (Juhász Balázzsal)
- 2023. Országos Széchényi Könyvtár archivális raktára, Piliscsaba
- 2023. Kovács Katalin Kajak-Kenu Sportakadémia arculatterv, Sukoró (épül)

## Kiállítások
- 1996. Budakalász (Triskell Kft.)
- 1998. Budapest, BME (a Kós Károly Egyesüléssel)
- 2008. Budapest, Magyar Iparművészeti Múzeum (a Kós Károly Egyesüléssel)
- 2000. Tíz lengyelországi város (a Kós Károly Egyesüléssel)
- 2002. Vannes (Bretagne, Franciaország; Makovecz Imrével)
- 2007. Ancona, Olaszország (Makovecz Imrével)
- 2008. Ipar
- 2010. Budapest, Duna Palota
- 2011. Budakalász
- 2012. Devecser
- 2013. Dunaszerdahely
- 2019. Magyar mozaik (kiállítás az MMA Építőművészeti Tagozat munkáiból), Helsinki (csoportos kiállítás)
- 2019. Turi 60. életmű kiállítás, Triskell Műhely csoportos kiállítás, Budai Vigadó

## Saját publikációk
- Turi Attila, építész. Serdián Kiadó, Budapest, 2010
- Turi Attila építészeteKiadó: Kós Károly Alapítvány, 2020

## Fontosabb sajtómegjelenések
- Construire in Laterizio 1999
- Mensch+architektur 2003, 2009
- Országépítő					 2008-
- Atrium magazin
- Régi-Új Magyar Építőművészet